# Яшкин, Сергей Леонидович
Серге́й Леони́дович Я́шкин (род. 8 июля 1965, Пермь) — советский и российский военный деятель, сотрудник СОБР, командир Пермского специального отряда быстрого реагирования МВД России (Пермского СОБРа) (с 2011 года), полковник полиции. Герой Российской Федерации (2013).

## Биография
Сергей Яшкин родился 8 июля 1965 года в Перми. В 1985 году, сразу после армии, начал службу в органах внутренних дел. В числе первых он был зачислен в пермский отряд милиции особого назначения, а в 1999 году начал службу в СОБРе.
В 2011 году полковник Яшкин был назначен командиром Пермского специального отряда быстрого реагирования МВД России. За то время, пока отряд находится под его руководством, отряд успешно провел на Северном Кавказе множество спецопераций. В ходе боевых действий Сергей Яшкин получал ранения, был контужен, но после выздоровления неизменно возвращался к работе.
Указом Президента Российской Федерации № 563 от 14 июня 2013 года полковнику Яшкину Сергею Леонидовичу присвоено звание Героя Российской Федерации. 3 июля ему в торжественной обстановке, в Кремле, была вручена медаль «Золотая Звезда».
10 ноября 2014 года имя С. Л. Яшкина присвоено школе № 6 г. Перми.

## Награды
- Герой Российской Федерации (14 июня 2013 года)
- Орден «За заслуги перед Отечеством» IV степени (23 апреля 2025 года) — за активную законотворческую деятельность и многолетнюю добросовестную работу[7]
- орден Мужества
- медали ордена «За заслуги перед Отечеством» I и II степени
- Две медали «За отвагу»